# Na zabójczej ziemi
Na zabójczej ziemi (ang. On deadly Ground) – amerykański thriller z 1994 roku.

## Opis fabuły
Forrest Taft, pracownik koncernu naftowego, odkrywa, że jego firma ma zamiar eksploatować położone na Alasce złoża ropy. Nie baczy przy tym na prawa miejscowej ludności i zagrożenie dla środowiska. Forrest Taft musi temu zapobiec.

## Obsada
- Steven Seagal – Forrest Taft
- Joan Chen – Masu
- R. Lee Ermey – Stone
- Shari Shattuck – Liles
- Billy Bob Thornton – Homer Carlton
- Richard Hamilton – Hugh Palmer
- Chief Irvin Brink – Silook
- Apanguluk Charlie Kairaiuak – Tunrak
- Elsie Pistolhead – Takanapsaluk
- Fran Monegan – Wieśniaczka
- David Paris – Pilot helikoptera
- Seago Blackstar Whitewolf – Medicine People
- Arisa Wolf – Makeup Girl
- Chris Dunn – Oil Executive
- John Trudell – Johnny Redfeather
- Emma Nelson – Wieśniaczka
- Mike Starr – Big Mike
- Leslie Gray – Medicine People
- Carlotta Chang – Dream Girl
- Gary Farrell – Pilot helikoptera
- Reid Asato – Etok
- Dianna Wan – Tancerka
- Helmer Olson – Wieśniak
- Debbie Houk – Dziewczyna z baru
- Bernice Falling Leaves – Medicine People
- Jules Desjarlais – Drunken Eskimo
- Little Crow – Medicine People
- Moses Wassillie – Joseph Ittok
- Simon Puskruk – Wieśniak
- Brian Simpson – Pan Bear
- Fumiyasu Daikyu – Maktak
- Rossman Peetook – Tancerz
- Sonny D.M. Peralez – Medicine People
- Mia Suh – Tancerka
- Warren Tabata – Oovi
- Nanny Kagak – Elak
- Peter Navy Tuiasosopo – Pracownik # 1
- Craig Ryan Ng – Pracownik # 2
- Edith Akpik – Wieśniaczka
- Irvin Kershner – Walters
- Joe Lala – Strażnik
- Lisa Nardone – Tancerka
- Ericka Bryce – Dziewczyna z baru #3 (nie wymieniona w czołówce)
- Helen Hakkila – Wieśniaczka
- Nicole Mier – Mała dziewczynka # 1
- Jason Jardine – J.E. Jones (nie wymieniony w czołówce)
- Chic Daniel – Chic
- Kenji – Rook
- Sven-Ole Thorsen – Otto
- Gabriel L. Muktoyuk – Tancerz
- Shawn Michael Perry – Refinery Worker nie wymieniony w czołówce)
- Mark M. Hiratsuka – Wieśniak
- Jim Farnum – Reporter
- Summer Holmstrand – Mała dziewczynka # 1
- Todd Beadle – Collins
- Vince Pikonganna – Tancerz
- Billie Jo Price – Mama dziewczynki # 1
- Edward Tiulana – Tancerz
- John C. McGinley – MacGruder
- Conrad E. Palmisano – Richter
- Ivan Kane – Spinks
- Mary Hiratsuka – Wieśniaczka
- Rick Jones – Wieśniak
- Wilfred Anowlic – Tancerz
- Patrick Gorman – Oil Executive
- Webster Whinery – Niezależny
- David John Cervantes – Stokes
- David Selburg – Harold
- Victoria J. Pushruk – Tancerka
- Paulette Kniseley – Wieśniaczka
- Vergie Kniseley – Wieśniaczka
- Brenda A. Tiulana – Tancerka
- Jimmy Kniseley – Wieśniak
- Kathy Kratsas – Wieśniaczka
- Darren Mitvitnikoff – Wieśniak
- Michael Caine – Michael Jennings